# Mário César
Mário César (sinh ngày 11 tháng 9 năm 1968) là một cầu thủ bóng đá người Brasil.

## Sự nghiệp câu lạc bộ
Mário César đã từng chơi cho Yokohama Marinos.